# Göteborgs golfdistriktsförbund
Göteborgs golfdistriktsförbund (eller Göteborgs Golfförbund - GGF) omfattar golfklubbarna i kommunerna Göteborg, Partille, Lerum, Mölndal, Kungälv, Ale, Härryda, Öckerö och Kungsbacka.
Förbundet ger ut tidningen Göteborgsgolfaren till sina medlemmar.

## Golfklubbar i Göteborgs golfdistriktsförbund

### Albatross golfklubb
Albatross golfklubb i Hisings Backa bildades 1973.
| Albatross 1-18 | 18 hål | Par 72 | 5906 5637 5309 4851 | Skogs/Parkbana | Spelklar | Arkitekt: Lars Andreasson |

| Albatross 19-27 | 9 hål | Par 36 | 2928 2664 2471 2279 | Skogs/Parkbana | Spelklar | Arkitekt: |

### Ale golfklubb
Ale golfklubb i Alvhem bildades 1986.
| style="width:200px" | 18 hål | Par 72 | 6205 5910 5260 4940 |  | Spelklar | Arkitekt: |

### Bollestads golfklubb
Bollestads golfklubb i Kungälv bildades 1994.
| Bollestads golfbana | 9 hål | Par 36 | 2691 2332 | Skogs- och ängsbana | Spelklar 1991 | Arkitekt: Erik Strand |

### Chalmers golfklubb
Chalmers golfklubb i Landvetter bildades 1980.
| Chalmers GK golfbana | 18 hål | Par 71 | 5541 4716 | Parkbana | Spelklar 1991 | Arkitekt: Mikael Gyllenhammar, Johan Henrikson |

### Delsjö golfklubb
Delsjö golfklubb i Göteborg bildades 1962. 2006 utsågs klubben till Årets golfklubb.
| Delsjö golfbana | 18 hål | Par 70 | 5819 5595 5202 4961 | Park- och skogsbana | Spelklar 1963 | Arkitekt: Douglas Brasier, Frank Pennink, Peter Chamberlain |

### Forsgårdens golfklubb
Huvudartikel: Forsgårdens golfklubb
Forsgårdens golfklubb i Kungsbacka bildades 1986..
| 18-hålsbanan | 18 hål | Par 72 | 6355 5815 5425 5050 | Öppen parkbana med seasidekaraktär | Spelklar 1989/1998 | Arkitekt: Sune Linde |

| 9-hålsbanan | 9 hål | Par 36 | 3050 2855 2705 2385 | Öppen parkbana med seasidekaraktär | Spelklar 1989 | Arkitekt: Sune Linde |

### Gräppås golfklubb
Gräppås golfklubb i Onsala bildades 1991.
| Gräppåsbanan | 18 hål | Par 70 |  | Park- och skogsbana | Spelklar 1994 | Arkitekt: Jeremy Turner |

### Gullbringa Golf & Country Club
Gullbringa Golf & Country Club i Kungälv bildades 1967.
| Blå slinga | 9 hål | Par 35 |  | Park- och skogsbana | Spelklar 1968 | Arkitekt: Douglas Brasier |

| Röd slinga | 9 hål | Par 36 |  | Park- och skogsbana | Spelklar 1968 | Arkitekt: Douglas Brasier |

| Gul slinga | 9 hål | Par 34 |  | Park- och skogsbana | Spelklar 1968 | Arkitekt: Douglas Brasier |

### Göteborgs golfklubb
Huvudartikel: Göteborgs golfklubb

### Hills Golf Club
Hills Golf Club ligger i Mölndal.
| Sandsjöbacka golfbana | 18 hål | Par 72 | T7=7071, T6=6579, T5=6138, T4=5769, T3=5323, T2=4711, T1=4102 | Skogsbana | Spelklar 2005 | Arkitekt: Arthur Hills, Steve Forrest |

### Ingetorps golfklubb
Ingetorps golfklubb i Kode bildades 1988.
| Ingetorps golfbana | 18 hål | Par 72 |  | Skogs- och ängsbana | Spelklar 1992 | Arkitekt: Åke Persson |

### Kungsbacka golfklubb
Kungsbacka golfklubb i Särö bildades 1971. Från Kungsbacka GK kommer bland annat de svenska spelarna Johan Edfors, Sophie Gustafson och Fredrik Jacobson.
| Gamla banan | 18 hål | Par 72 | 6087m 5882m 5385m 5080m | Park, Skogs och Seasidebana | Spelklar 13 hål 1974, 18 hål 1978 | Arkitekt: Frank Pennink, Davidsson |

| Nya banan | 9 hål | Par 36 | 2990m 2800m 2640m 2430m | Park- och skogsbana | Spelklar 1992 | Arkitekt: Tommy Nordström |

| Korthålsbanan | 9 hål | Par 27 | 910m | Parkbana | Spelklar 2003 efter utbyggnad av gamla 5-hålsbanan | Arkitekt: |

### Kungälv-Kode golfklubb
Kungälv-Kode golfklubb i Kode bildades 1988.
| Solberga golfbana | 18 hål | Par 72 |  | Park- och seasidebana | Spelklar 1990 | Arkitekt: Lars Andreasson |

### Lerjedalens golfklubb
Lerjedalens golfklubb ligger i Gunnilse. Beatrice Wallin har Lerjedalens GK som moderklubb.
| 18-hålsbanan | 18 hål | Par 72 | 5716 4840 | Hedbana | Spelklar 1988 | Arkitekt: Jan Sederholm |

| 9-hålsbanan | 9 hål | Par 33 | 2299 2057 | Hedbana | Spelklar 1988 | Arkitekt: Jan Sederholm |

| Västgötabanan | 9 hål | Par 27 | 800 | Korthålsbana | Spelklar - | Arkitekt: - |

### Lycke golfklubb
Lycke golfklubb ligger i Bohuslän.
| Lycke golfbana | 18 hål | Par 71 |  | Park- och seasidebana | Spelklar 2005 | Arkitekt: Johan Henriksson, Helen Alfredsson |

### Lysegårdens golfklubb
Lysegårdens golfklubb i Kungälv bildades 1966.
| 18-hålsbanan | 18 hål | Par 71 |  | Parkbana | Spelklar 1966 | Arkitekt: Erik Röhss, Armas Engström |

| 9-hålsbanan | 9 hål | Par 36 |  | Parkbana | Spelklar 1966 | Arkitekt: Erik Röhss, Armas Engström |

### Lökeberg golfklubb
Lökeberg golfklubb i Kungälv.

### Myra golfklubb
Myra Gk ligger utanför Kungsbacka.
| Myra golfbana | 9 hål | Par 31 | 3398 2992 |  | Spelklar 2008 | Arkitekt: Patrik Andersson, Niklas Eliasson, Matz Eriksson |

### Mölndals golfklubb
Mölndals golfklubb i Lindome bildades 1979. 1994 utsågs klubben till Årets golfklubb.
| Mölndals golfbana | 18 hål | Par 72 | 5977 5618 5377 4755 | Park- och skogsbana | Spelklar 1989 | Arkitekt: Ronald Fream |

### Nödinge golfklubb
Nödinge golfklubb bildades 2000. De första 9 hålen öppnade 2006.
| Nödinge GK golfbana | 9 hål | Par 70 | 6175 5404 4805 |  | Spelklar 2006 | Arkitekt: Claes Lind |

### Partille golfklubb
Partille golfklubb bildades 1983.
|-
|
| Partille golfbana | 18 hål | Par 70 | 5475 4705 | Skogsbana | Spelklar 1988 | Arkitekt: Jan Sederholm |

### Sankt Jörgen Park Golf Club
Sankt Jörgen Park Golf Club i Göteborg bildades 1991.
| Sankt Jörgens golfbana | 18 hål | Par 70 | 5532 5400 4942 4721 | Parkbana | Spelklar 9 hål 1991, 18 hål 1996 | Arkitekt: Jan Sederholm, Bjarni Ingvasson, Hans Andersson |

### Sisjö golfklubb
Sisjö golfklubb i Västra Frölunda bildades 1990.
| Sisjö golfbana | 9 hål | Par 36 | 5574 5320 4692 | Parkbana | Spelklar 1990 | Arkitekt: Jan Sternberg |

### Sjögärde golfklubb
Huvudartikel: Sjögärde golfklubb
| Sjögärde golfbana | 18 hål | Par 72 | 6123 5745 5503 5006 | Parkbana | Spelklar 1992 | Arkitekt: Lars Andreasson |

### Stora Lundby golfklubb
Stora Lundby golfklubb i Gråbo bildades 1983.
| Stora Lundby golfbana | 18 hål | Par 72 |  | Park- och seasidebana | Spelklar 1972 | Arkitekt: Frank Pennink |

### Särö Golf Club
Särö Golf Club bildades 1981.
| Park banan | 9 hål | Par 27 |  | Park och seasidebana | Spelklar 1984 | Arkitekt: Sigfrid Svensson, Johan Hampf |

| Open banan | 9 hål | Par 35 |  | Skogs- och seasidebana | Spelklar 1990 | Arkitekt: Åke Persson |

### Torrekulla golfklubb
Torrekulla golfklubb ligger i Kållered.
| Torrekulla golfbana | 9 hål | Par 35 |  |  | Spelklar 2004 | Arkitekt: Arthur Hills, Steve Forrest |

### Torslanda golfklubb
Torslanda golfklubb bildades 1991.
| Torslanda golfbana | 18 hål | Par 34 | 4895 4245 | Hedbana | Spelklar 1994 | Arkitekt: Jan-Ove Johansson |

### Vallda Golf & Country Club
Vallda Golf & Country Club i Kungsbacka.
| Vallda G&CC | 18 hål | Par 72 | 6490 5970 5650 4880 | Hedbana | Spelklar 2009 | Arkitekt: Martin Hawtree |

### Öijared golfklubb
Öijared golfklubb / Öijared Park golfklubb i Floda bildades 1958 respektive 1989.
| Gamla banan | 18 hål | Par 71 | 5559 4885 | Skogsbana | Spelklar 9 hål 1960, 18 hål 1964 | Arkitekt: Douglas Brasier, Eric Röhss |

| Nya banan | 18 hål | Par 72 | 5981 5681 4961 | Parkbana | Spelklar 1970 | Arkitekt: Eric Röhss, Anders Amilon |

| Öijared Parks golfbana | 18 hål | Par 70 |  | Park- och skogsbana | Spelklar 1989 | Arkitekt: Åke Persson, Peter Chamberlain |

|}